# James Lawrence (Fußballspieler)
James Alexander Lawrence (* 22. August 1992 in Henley-on-Thames) ist ein walisisch-englischer Fußballspieler. Er spielt auf den Positionen des Innenverteidigers, linken Außenverteidigers und des defensiven Mittelfeldspielers.

## Karriere

### Verein
Lawrences frühe Jugendkarriere umfasste die englischen Vereine FC Enfield, FC Arsenal und Queens Park Rangers. 2008 zog seine Familie in die Niederlande, wo er zum HFC Haarlem wechselte. 2009 verließ Lawrence Haarlem, um sich Ajax Amsterdam anzuschließen, mit dem er 2010/11 die U19-Meisterschaft der Niederlande gewann und von Dennis Bergkamp trainiert wurde. Lawrence spielte später auch in den Jugendmannschaften von Sparta Rotterdam und RKC Waalwijk.
Lawrence wechselte am 13. August 2014 im Alter von 21 Jahren zum AS Trenčín und erzielte bei seinem Debüt am selben Tag in einem Pokalspiel gegen ŠK Strážske ein Tor. Vier Tage später gab Lawrence sein Fortuna-liga-Debüt in einem 4:2-Sieg gegen MFK Košice. Mit Trenčín konnte er in den folgenden Jahren zweimal den slowakischen Pokal und zweimal die slowakische Meisterschaft gewinnen. Für den slowakischen Verein absolvierte er in vier Jahren insgesamt 86 Ligaspiele.
Am 29. August 2018 wechselte Lawrence zum RSC Anderlecht. Lawrence bestritt in der Saison 2018/19 23 Ligaspiele für Anderlecht. Anderlecht belegte in dieser Saison den vierten Platz in der Hauptrunde der Division 1A und den sechsten Platz in den Playoffs. Zum ersten Mal seit 56 Jahren verpasste der Verein damit den europäischen Wettbewerb.
Am 22. August 2019 wechselte Lawrence zum FC St. Pauli, wohin er bis zum Ende der Saison von Anderlecht ausgeliehen wurde. Lawrence gab sein Debüt für St. Pauli am 26. August 2019 und erzielte dabei ein Tor bei einem 2:1-Sieg gegen Holstein Kiel. Aufgrund mehrerer Verletzungen stand er für St. Pauli bei 14 von 30 möglichen Spielen auf dem Platz.
Zum Ende der Saison 2019/20 kehrte er mit Ablauf der Ausleihe zunächst zum RSC Anderlecht zurück. Lawrence bestritt in den ersten sieben Spielen der neuen Saison in Belgien kein Spiel für Anderlecht. Anfang Oktober 2020 wurde die feste Verpflichtung von Lawrence durch den FC St. Pauli bekannt und eine Vertragslaufzeit bis 2022 fixiert. Von dort wechselte er dann zur Saison 2022/23 zum 1. FC Nürnberg.
Am 25. August 2024 unterzeichnete Lawrence einen Zweijahresvertrag mit Almere City in den Niederlanden.

### Nationalmannschaft
Am 5. November 2018 wurde Lawrence zum ersten Mal in den Kader von Wales berufen, und er absolvierte sein erstes Spiel für die Nationalmannschaft in einem Freundschaftsspiel gegen Albanien am 20. November 2018. Sein erstes Pflichtspiel für Wales war ein 1:0-Sieg gegen die Slowakei im Cardiff City Stadium am 24. März 2019.

## Erfolge

### Verein
- Slowakischer Meister: 2015, 2016
- Slowakischer Pokalsieger: 2015, 2016